# Чорсу (Лахш)
Чорсу (тадж. Чорсӯ, до марта 2022 г. — Джаилган, Жайлган) — село в Лахшском сельском джамоате Лахшского района, его центр. Расстояние от села до центра района — 45 км. Население — 2377 человек (2017 г.; 1896 человек, 287 домохозяйств — в 2003 г.), таджики.